# Tortula recurvata
Tortula recurvata är en bladmossart som beskrevs av W. J. Hooker 1819. Tortula recurvata ingår i släktet tussmossor, och familjen Pottiaceae. Inga underarter finns listade i Catalogue of Life.